# Дом-музей американского искусства Рейнольдсов
Дом-музей американского искусства Рейнольдсов (англ. Reynolda House Museum of American Art) — дом-музей в Уинстон-Сейлеме, штат Северная Каролина.

## История
Супруги Ричард и Кэтрин Рейнольдс в период с 1912 по 1917 годов строили большое поместье (площадью более 1000 акров), включавшее школу, церковь, конюшню и главное здание — Reynolda House.
Reynolda House была домом для двух поколений семьи Рейнольдсов. В 1935 году поместье приобрела старшая дочь — Мэри Рейнольдс Бэбкок. Она и её муж Чарльз Бэбкок владели домом и поместьем до 1948 года, когда они решили передать часть земли (605 акров) под кампус Университета Уэйк-Форест. После смерти Мэри Бэбкок, в 1965 году, Reynolda House открылся для публики как учреждение, занимающееся искусством и образованием; с 1967 года он стал художественным музеем. В нём хранится одна из лучших коллекций американских картин.
В Доме-музее находится постоянная коллекция американского искусства и скульптуры за период трех столетий. Художники, представленные в коллекции, включают: Мэри Кэссет, Фредерика Эдвина Черча, Джейкоба Лоуренса, Джорджию О’Киф и Гилберта Стюарта. Экспонаты выставлены по всему зданию Reynolda House.
В 2005 году в Reynolda House открыли крыло Мэри и Чарльза Бэбкок, в котором есть галерейное пространство для передвижных выставок. Обычно здесь ежегодно проводится два выставочных мероприятия: осенью и весной.